# Boggy Lake
Boggy Lake är en sjö i Kanada.   Den ligger i provinsen Nova Scotia, i den östra delen av landet, 1 000 km öster om huvudstaden Ottawa. Boggy Lake ligger 98 meter över havet. Den sträcker sig 1,4 kilometer i nord-sydlig riktning, och 2,5 kilometer i öst-västlig riktning.
I omgivningarna runt Boggy Lake växer i huvudsak blandskog. Trakten runt Boggy Lake är nära nog obefolkad, med mindre än två invånare per kvadratkilometer.